# Mondovi, Wisconsin
Mondovi är en ort i Buffalo County i delstaten Wisconsin, USA.